# 西門町 (電影)
《西門町》是一部由台灣導演王瑋執導的電影。於2012年9月7日上映。

## 故事

### 劇情簡介
景淳（郭品超 飾）因一場災難失去昔日戀人，他認為自己此生無法再談戀愛，流浪了十二年後，他到了西門町過日子，熱情開朗的小萌（安心亞 飾）是西門町潮店的辣妹店員，她闖進景淳原本已經死寂的人生當中；命理師「田行健」（黃秋生 飾）收留他當徒弟；打扮新潮的老同志「雄媽」（曹西平 飾）和小萌情同母女；阿華（李宇 飾）偷偷的愛著小萌，自稱日本山口組台灣代表的刺青高手阿尼基（北村豐晴 飾）掌管著西門町的大大小小的一切事物，他們一同交會於西門町，再次點燃了景淳宛如死灰般的生命，也為他們彼此找到了勇氣與真心。一切看似不協調的人事物，在這裡自然混合，在青春不死的西門町，他們彷彿重新活了過來，小萌給了景淳一個機會，讓他可以再次相信愛情。

## 演員表

### 主要演員
| 演員   | 角色         | 介紹                   |
| 郭品超 | 周景淳       | 西門町打工的頹廢青年。 |
| 安心亞 | 毛家瑜(小萌) | 西門町潮店店員少女。   |

### 其他演員
| 演員     | 角色           | 介紹                                       |
| 黃秋生   | 田行健（天師） | 西門町的命理師。                           |
| 北村豐晴 | 阿尼基         | 西門町刺青店老闆，自稱日本山口組台灣代表。 |
| 曹西平   | 雄媽           | 西門町開了好幾間潮店，是小萌的老闆。       |
| 李宇     | 阿華           | 混西門町的小弟。                           |
| 王治平   | 王雄           | 收購房屋的大亨。                           |

### 客串演員
| 演員   | 角色   | 介紹       |
| 陳匡怡 | Kimi   | 景淳前女友 |
| 蕭煌奇 | 蕭煌奇 | 明星       |

## 資料來源

### 腳註
1. ↑  女神安心亞慘變賠錢貨　被爆搞排場、人緣差！，ETtoday新聞，2013年04月24日

### 外部連結
- 有部電影叫西門町的Facebook專頁
- Yahoo奇摩電影上《西門町》的資料（繁體中文）
- MSN娛樂上《西門町》的資料（繁體中文）

- 開眼電影網上《西門町》的資料（繁體中文）
- 豆瓣电影上《西門町》的資料 （简体中文）
- 时光网上《西門町》的資料（简体中文）
- 香港影庫上《西門町》的資料（繁體中文）
- 互联网电影数据库（IMDb）上《西門町》的资料（英文）